# The Christmas Hope
The Christmas Hope är en amerikansk dramafilm från 2009.

## Handling
Patricia arbetar i socialtjänsten, julen närmar sig och hon måste snabbt hitta en fosterfamilj till nioåriga Emily, så länge får Emily bo hos Patricia och hennes man. För paret som två år tidigare förlorade sin enda son dyker många gamla minnen upp.

## Rollista
- Madeleine Stowe - Patricia Addison
- James Remar - Mark Addison
- Ian Ziering - Dr. Nathan Andrews
- Tori Barban - Emily Adams